# 日本民謡フェスティバル
日本民謡フェスティバル（にっぽん・みんよう・フェスティバル）は日本民謡協会が主催する民謡のコンクールである。
日本の民謡コンクールにおいては、過去に開催された「日本民謡大賞」や、若手対象の「日本民謡ヤングフェスティバル」と並び、最高の権威を誇るもので、全国各地で行われる民謡のコンクールで優勝、あるいは上位入賞した歌手が一堂に会し、民謡の実力日本一を決定するものである。毎年6月ごろ、NHKホールにて行われる。大会の模様は後日、NHK総合テレビにて週末や祝日午後に放送される。（NHKBSやNHK-FMでも放送の年あり）

## 賞
- グランプリ1名
- 奨励賞若干名

## 司会
- 金子辰雄（1995年まで）
- 菊地恵子（民謡歌手）
- 宮本隆治
- 石原詢子
- 森山美智代（民謡歌手）
- 徳田章
- 横川裕子（民謡歌手）
- 峰竜太（同局・どんとこい民謡の司会を務めていた）
- 鎌倉千秋
- 滑川和男
- 中村仁美（民謡歌手）
- 稲垣貴一
- ゆかり（民謡歌手）
- 清野明子
- 近藤泰郎
- 堀ひろみ（民謡歌手）
- モード・アルシャンボー（民謡舞踏家）
- ナナオ（歌謡司会者）
- 石川喜代美（民謡歌手）
- 須藤圭子（民謡歌手）
- 福本えみ（民謡歌手）

～2010年頃まではNHKアナウンサーと民謡系歌手という組み合わせが多かった。

## スポンサー
- 主催：公益財団法人日本民謡協会
- 後援：文化庁、東京都、日本放送協会、読売新聞社、報知新聞社
- 協賛：日本レコード協会